# Kanae Ikehata
Kanae Ikehata (Iida, 10 de diciembre de 1982) es una deportista japonesa que compitió en esgrima, especialista en la modalidad de florete.
Ganó una medalla de bronce en el Campeonato Mundial de Esgrima de 2007, en la prueba por equipos. Participó en los Juegos Olímpicos de Londres 2012, ocupando el séptimo lugar en el torneo por equipos y el octavo en la prueba individual.

## Palmarés internacional
| Campeonato Mundial | Campeonato Mundial      | Campeonato Mundial | Campeonato Mundial  |
| Año                | Lugar                   | Medalla            | Prueba              |
| ------------------ | ----------------------- | ------------------ | ------------------- |
| 2007               | San Petersburgo (Rusia) | Medalla de bronce  | Florete por equipos |